# Park Sanssouci
Park Sanssouci je velik park, ki obdaja palačo Sanssouci v Potsdamu v Nemčiji, zgrajen pod Friderikom Velikim sredi 18. stoletja. Po terasiranju vinograda in dograditvi palače je bila v strukturo vključena tudi okolica. Nastal je baročni cvetlični vrt s tratami, gredicami, živimi mejami in drevesi. V žive meje je bilo zasajenih 3000 sadnih dreves. V rastlinjakih številnih drevesnic so rasle pomaranče, melone, breskve in banane. Boginji Floro in Pomono, ki krasita vhodni obelisk ob vzhodnem izhodu iz parka, so postavili, da bi poudarili povezavo cvetličnega, sadnega in zelenjavnega vrta. Skupaj s palačo Sanssouci in drugimi bližnjimi palačami in parki je bil park Sanssouci leta 1990 vpisan na Unescov seznam svetovne dediščine zaradi svoje edinstvene arhitekturne enotnosti in pričevanja o krajinskem oblikovanju Evrope iz 18. in 19. stoletja.

## Pregled
S širitvijo lokacije po nastanku več stavb je bila zgrajena 2,5 km dolga ravna glavna avenija. Začela se je na vzhodu pri obelisku iz leta 1748 in se z leti razširila vse do Nove palače, ki označuje njen konec na zahodu. Leta 1764 je bila zgrajena Galerija slik, ki so ji sledile Nove dvorane leta 1774. Obdajajo palačo in odpirajo alejo do rondelov s fontanami, obdanimi z marmornimi kipi. Od tam vodijo steze v zvezdastem vzorcu med visokimi živimi mejami do nadaljnjih delov parka.
Pri organizaciji parka je Friderik nadaljeval, kar je začel v Neuruppinu in Rheinsbergu. Med bivanjem kot prestolonaslednik v Neuruppinu, kjer je bil med letoma 1732 in 1735 poveljnik polka, je ukazal urediti cvetlični, sadni in zelenjavni vrt na območju njegovega bivališča. Že tu se je odmaknil od klasične ureditve baročnih vrtov, ki so se ukvarjali zgolj z vzorom Versaillesa, z združevanjem lepega in koristnega. Temu načelu je sledil tudi v Rheinsbergu. Poleg preureditve palače, ki jo je Friderik leta 1734 prejel v dar od svojega očeta Friderika Viljema I., je ukazal postaviti sadne in zelenjavne vrtove, obdane z živo mejo. Poleg tega osrednja avenija in večja sekajoča se avenija nista vodili neposredno do palače, kot je bilo običajno v francoskih parkih tiste dobe, ampak sta se spuščali iz južnega trakta in pravokotno na stavbo.
Friderik je veliko vlagal v sistem vodnjakov v parku Sanssouci, saj so bile vodne značilnosti trdna sestavina baročnih vrtov. Toda Neptunova jama, dokončana leta 1757 v vzhodnem delu parka, je bila prav tako malo uporabljena za predvideno funkcijo kot vodnjak. Na vrhu Ruinenberga, približno šeststo metrov stran, je bil vodni bazen, iz katerega voda ni mogla priteči v park, in zaradi pomanjkanja strokovnega znanja »fontanarjev« je projekt propadel.
Uspel je šele, ko so sto let pozneje uporabili parni pogon in s tem je bil namen vodnega zbiralnika končno izpolnjen. Oktobra 1842 je začel delovati parni stroj z 81,4 konjskimi močmi, ki ga je zgradil August Borsig in poskrbel, da se je vodni curek Velikega vodnjaka pod vinogradniškimi terasami dvignil do višine 38 metrov. Črpališče na Havelbuchtu je bilo zgrajeno posebej za ta stroj. Naročil ga je Friderik Viljem IV., zgradil pa ga je Ludwig Persius med letoma 1841 in 1843 v takrat modnem arhitekturnem slogu mavrskega preporoda, da bi bilo videti kot »turška mošeja z minaretom kot dimnikom«.
Mnogo let prej je Friderik Viljem III. pridobil območje, ki je na jugu mejilo na park Sanssouci, in ga za božič leta 1825 podaril svojemu sinu Frideriku Viljemu IV. Tam sta Karl Friedrich Schinkel in Ludwig Persius zgradila palačo Charlottenhof na mestu nekdanje kmečke hiše in Peter Joseph Lenné je bil zadolžen za zasnovo vrta. Z mislijo na baročne cvetlične ter sadne in zelenjavne vrtove iz fredericijanske dobe je vrtni arhitekt ravninsko in deloma močvirnato površino preuredil v odprt krajinski park. Široki travniki so ustvarili vizualne avenije med Charlottenhofom, Rimskimi termami in Novo palačo s Templjem prijateljstva, razvitim iz časa Friderika Velikega. Ležerno postavljene skupine grmovja in dreves ter jarek, ki se je na jugovzhodnem koncu razširil v ribnik, polepšajo velik park. Lenné je uporabil materiale, izkopane za ustvarjanje ribnika, da bi zgradil nežno hribovito pokrajino, kjer se poti srečajo v obliki zvezd na visokih točkah.

## Stavbe v parku Sanssouci
Zgrajene pod Friderikom Velikim:
- Sanssouci
- Galerija slik
- Nove dvorane
- Neptunova jama
- Kitajska hiša
- Nova palača
- Tempelj prijateljstva
- Antični tempelj
- Vhodni obelisk in Obelisk (Sanssouci)

Zgrajeno pod Friderikom Viljemom IV.:
- Rimsko kopališče
- Cerkev miru s sosednjim sklopom stavb

V sosednjem območju Sanssouci:
- Ansambel umetniških ruševin na Ruinenbergu
- Belvedere na Klausbergu
- Zmajeva hiša
- Palača Oranžerija ali Nova oranžerija na Klausbergu
- palača Charlottenhof
- Kaiserbahnhof na železniški postaji Potsdam Park Sanssouci

## Zanimivosti
- Botanični vrt Potsdam, ustanovljen leta 1950
- Zelena vrata, glavni vhod v park
- Zgodovinski mlin Sanssoucija

- Sanssouci
- Nova palača
- Kitajska hiša
- Galerija slik
- Cerkev miru
- Belvedere na Klausbergu
- palača Oranžerija
- palača Charlottenhof
- Zmajeva hiša je bila zgrajena med letoma 1770 in 1772 v slogu Chinoiserie na severnem robu parka Sanssouci